# Nepenthes andamana
Nepenthes andamana M.Catal. è una pianta carnivora della famiglia Nepenthaceae, endemica della Provincia di Phang Nga, in Thailandia, dove cresce in savane sul livello del mare.